# جانت وارنی
جانت وارنی (انگلیسی: Janet Varney؛ زادهٔ ۱۶ فوریهٔ ۱۹۷۶) یک هنرپیشه اهل ایالات متحده آمریکا است. وی از سال ۲۰۰۳ میلادی تاکنون مشغول فعالیت بوده‌است.
او در فیلم جودی مودی بازی کرده‌است.